# Gouraud
Gouraud je priimek več oseb:
- Henri-Joseph-Eugène Gouraud, francoski general
- Maurice-Joseph-Marie-Eugène Gouraud, francoski general